# Sirdals kommun
Sirdals kommun (norska: Sirdal kommune) är en kommun i Agder fylke i södra Norge. Kommunens centralort är tätorten Tonstad.
I Sirdals kommun ligger alpinanläggningar på bergen Björnestad, Sinnes, Fidjeland och Ådneram. Högsta berg är Urddalsknuten, ligger 1 434 m ö.h. Större arbetsplatser är inom turism, kommunen och kraftbolag. 

## Administrativ historik
Sirdals kommun bildades första gången under namnet Siredalens kommun 1849 när Bakke kommun delades. 1905 delades Siredalens kommun i Tonstads och Øvre Sirdals kommuner. 
1874 övers ett obebott områden från Fjotlands kommun. 1903 överfördes ett område med 63 invånare till Fjotlands kommun. 1987 överfördes ett område med 41 invånare från Flekkefjords kommun.
Den 1 januari 1960 slogs Tonstads och Øvre Sirdals kommuner samt en mindre del av Bakke kommun samman igen under namnet Sirdals kommun. Kommunen hade 1 426 invånare vid återupprättandet.

## Tätorter
I Sirdals kommun finns en tätort:
- Tonstad (centralort)

## Socknar
Inom Norska kyrkan motsvaras Sirdals kommun av Sirdals socken i Lister og Mandals prosteri i Agder og Telemarks stift.